# Alibaba Group
Alibaba Group (кит. упр. 阿里巴巴集团, палл. Алибаба́ цзитуа́нь) — китайская публичная компания, работающая в сфере интернет-коммерции, владелец веб-порталов Taobao.com, Tmall, Alibaba.com, AliExpress и ряда других. Основными видами деятельности являются торговые операции между компаниями по схеме B2B и розничная онлайн-торговля; также владеет одной из крупнейших в мире инфраструктур для облачных вычислений, имеет активы в сфере СМИ и индустрии развлечений. Компания действует, прежде всего, в КНР. Официально зарегистрирована на Каймановых островах, штаб-квартира расположена в Ханчжоу.

## История
Основана Ма Юнем, известным как Джек Ма, в 1999 году с 17 компаньонами в городе Ханчжоу, где был зарегистрирован интернет-сайт Alibaba.com. С самого начала Alibaba рассматривался как площадка для продаж товаров малого и среднего бизнеса. 28 июня 1999 года компания Alibaba Group была зарегистрирована на Каймановых островах. В конце этого же года получила инвестиции от американского инвестиционного банка Goldman Sachs (5 млн долл.) и японской компании SoftBank (20 млн $). К 2002 году сайт начал приносить прибыль (комиссионные от сделок начали превышать расходы на развитие инфраструктуры), и в 2003 году у компании появились новые структуры: сайт Taobao для торговли товарами и услугами между потребителями (C2C), платёжная система Alipay и другие.
Alibaba Group стремилась занять как можно большую часть китайского рынка электронной коммерции, поскольку о выходе на этот рынок в 2003 году заявила американская компания eBay; одной из мер для повышения конкурентоспособности была бесплатная регистрация на сайтах.
В 2005 году компания Yahoo! приобрела 43 % акций компании, но 18 сентября 2012 года Alibaba Group закончила обратный выкуп 20 % собственных акций, находившихся в собственности Yahoo!
В ноябре 2007 года акции были размещены на Гонконгской фондовой бирже, но в 2012 году компания осуществила их делистинг; 26 ноября 2019 года акции компании были повторно размещены на Гонконгской фондовой бирже.
В 2008 году Taobao запустила отдельный сайт Taobao Mall (Tmall.com), на котором в качестве продавцов выступают компании (от малого бизнеса до транснациональных корпораций). В 2011 году Taobao был разделён на две отдельные структуры в составе Alibaba Group, Taobao Marketplace и Tmall. В 2009 году была основана дочерняя компания Alibaba Cloud для осуществления облачных вычислений как для нужд собственных сайтов, так и для сторонних клиентов. На 31 марта 2011 года количество зарегистрированных пользователей сайтов в системе Alibaba Group превысило 65 млн из 240 стран и регионов.
Согласно отчётам китайской компании iResearch, по состоянию на 2006 год является крупнейшей китайской компанией на рынке B2B-торговых площадок (по числу зарегистрированных пользователей и доле рынка по прибыли). Работает на международных рынках, в частности, в 2012 году Alibaba.com выведена на российский рынок, заключив соглашение о партнёрстве с платёжной системой Qiwi, год спустя, в 2013, подключилась и к системе WebMoney Transfer, а в 2014 подключила через Яндекс.Деньги одноимённые кошельки и терминалы Сбербанка.
В 2013 году Alibaba Group планировала открытие реальных магазинов в Wanda Plaza (торговых центров, принадлежащих Wanda Group), но вскоре от этих планов отказались. В мае 2013 года совместно с восемью другими компаниями была запущена логистическая компания Cainiao.
В начале 2014 года была куплена 25-процентная доля в китайской сети универмагов Intime Retail.
В октябре 2014 года платёжная система Alipay была реорганизована в компанию Ant Financial, помимо Alipay включающую также Alipay Wallet (электронный кошелёк), Yu’e Bao (фонд с 570 млрд юаней под управлением), Zhao Cai Bao (платформа финансовых услуг), Ant Micro (предоставление микрофинансирования) и MYBank (частный банк).
В сентябре 2014 года первичное публичное предложение акций Alibaba Group на Нью-Йоркской фондовой бирже привлекло 21,8 млрд долл., позже увеличившись до 25 млрд долл., что стало самым крупным IPO в истории. По состоянию на дату исторического первичного публичного предложения акций (IPO) 19 сентября 2014 года рыночная стоимость Alibaba составляла 231 млрд $.
26 января 2018 года на фоне роста курса акций на Нью-Йоркской фондовой бирже (превышена отметка в 198 ам. долл. за акцию), капитализация компании достигла 500 млрд долл.. В январе 2018 года Alibaba стала второй азиатской компанией, преодолевшей оценку в 500 миллиардов долларов США после своего конкурента Tencent.
Весной 2018 года Alibaba приобрела китайский онлайн-сервис по доставке еды Ele.me. Сумма сделки составила 9,5 млрд $.
В апреле 2018 года компания анонсировала проект о разработке транспортных беспилотных средств, отвечающих четвёртому уровню автономности движения. В целях поддержки развития данной сферы власти Китая законодательно регламентировали процесс и условия проведения испытаний беспилотных автомобилей на территории страны.
20 августа 2018 года объявлено о начале тестирования системы распознавания голоса на основе искусственного интеллекта, способной работать как в онлайн-, так и в офлайн-режимах.
14 февраля 2019 года финансовое подразделение Alibaba Group — Ant Financial достигла договорённости о покупке британской компании WorldFirst. Покупка обошлась китайской компании всего в 700 млн долл., притом что сама Ant Financial оценивалась в 150 млрд долл. Alibaba Group пыталась выйти на западные рынки ещё в 2017 году, но тогда компания вела переговоры с американской MoneyGram, однако власти США высказались резко против этой сделки.
В списке крупнейших публичных компаний мира Forbes Global 2000 за 2019 год заняла 59-е место, в том числе 7-е по рыночной капитализации, 54-е по чистой прибыли, 239-е по активам и 170-е по обороту; из китайских компаний в этом списке заняла 12-е место; объём продаж в 2019 году на порталах группы Alibaba составил около 6 трлн юаней (900 млрд $). По состоянию на 2020 год Alibaba занимала шестое место в рейтинге крупнейших мировых брендов.
В октябре 2020 года Джек Ма резко раскритиковал финансовую систему Китая и выступил за её реформирование. Китайским властям не понравилось такое поведение миллиардера и они вступили в конфликт с Alibaba Group: в начале ноября 2020 года сорвалось IPO компании Ant Group, которое могло стать крупнейшим в истории Китая; в апреле 2021 года Государственное управление по регулированию рынка КНР наложило на Alibaba Group административный штраф за монопольное поведение на рынке в размере 18,228 млрд юаней (около 2,79 млрд долл. США).
За год конфликта с властями рыночная капитализация Alibaba упала на 344 млрд долларов.
По состоянию на 2022 год бренд Alibaba (137 млрд долларов) являлся вторым по стоимости брендом страны. В марте 2023 года Alibaba Group объявила о планах разделить бизнес на шесть самостоятельных компаний — Alibaba Cloud Intelligence Group (облачные услуги), Taobao and Tmall Group (онлайн-торговля в Китае), International Digital Commerce (международная онлайн-торговля), Local Life (доставка еды), Cainiao (логистика) и Dawen Entertainment (цифровые медиа и развлечения). После объявления о разделе акции Alibaba подорожали на 16 % (более чем на 30 млрд долл.).
11 апреля 2023 года Alibaba представила свою технологию искусственного интеллекта под названием Tongyi Qianwen. Разработка стала основой для чат-бота, а также была интегрирована во все приложения компании. 3 августа 2023 года доступ к ИИ-моделям компании был предоставлен всем желающим. Alibaba открыла исходный код моделей Qwen-7B с 7 млрд параметров и Qwen-7B-Chat, предназначенной для создания диалоговых чат-ботов. 26 августа 2023 года были представлены модели Qwen Large Vision Language Model (Qwen-VL) и Qwen-VL-Chat, обладающие расширенными возможностями интерпретации изображений и генерации контента на естественном языке.
Летом 2023 года, в связи с деятельностью в России на фоне российско-украинской войны, украинское Национальное агентство по предотвращению коррупции внесло компанию в число международных спонсоров войны.
В октябре 2023 года на ежегодной конференции в Ханчжоу компания предоставила версию своей ИИ-модели Tongyi Qianwen 2.0, основанную на сотнях миллиардов параметров.
В мае 2024 года Alibaba выпустила большую языковую модель Qwen2.5. По оценкам платформы OpenCompass, она превосходит GPT-4 по языковым и творческим способностям, но уступает в знаниях, логических рассуждениях и математике. 
В январе 2025 года компания представила модель ИИ Qwen 2.5-Max. Она создана на архитектуре Mixture-of-Experts (MoE) и обучена на свыше 20 триллионах токенов.
В феврале 2025 года стало известно о заключении соглашения между Apple и Alibaba для внедрения американской компанией функции Apple Intelligence в свои смартфоны на базе ИИ Alibaba для китайского рынка. В марте 2025 года Alibaba договорилась о сотрудничестве с BMW для внедрения искусственного интеллекта в автомобили нового поколения.
29 апреля 2025 года Alibaba выпустила семейство больших языковых моделей ИИ Qwen3 с гибридным мышлением. Флагманскую модель добавили в бесплатный чат-бот Qwen Chat. Qwen3 может анализировать документы, генерировать изображения и видео. Семейство Qwen3 поддерживает 119 языков и диалектов.
В июле 2025 года компания представила свои дебютные умные очки с ИИ Quark AI. Устройство работает на процессоре Qualcomm Snapdragon AR1 и использует две операционные системы: Android и Real-Time Operating System (RTOS).

## Структура группы
Alibaba Group включает около 700 дочерних структур, зарегистрированных в КНР и 520 с регистрацией в других странах. Непосредственно Alibaba Group Holding подчинены несколько холдинговых компаний, зарегистрированных в офшорных зонах, основными из них являются Taobao Holding Limited (острова Кайман) и Alibaba Investment Limited (Британские Виргинские острова). Taobao China Holding Limited зарегистрирована в Гонконге и подчинена Taobao Holding Limited, является холдинговой компанией для порталов Taobao Marketplace и Tmall.
Крупнейшие дочерние компании:
Розничная торговля в КНР
- Taobao — онлайн-рынок розничной торговли, интернет-магазин и интернет-аукцион (все предлагаемые товары можно приобрести через AliExpress).
- Tmall — площадка для продажи оригинальных товаров от официальных брендов, с сентября 2017 года действует в России по адресу tmall.aliexpress.com[48].
- Freshippo — сеть бакалейных магазинов, позволяющая как делать заказы онлайн, так и покупать в реальных магазинах.
- Sun Art Retail Group — сеть гипермаркетов и супермаркетов.
- Lianhua Supermarket — сеть гипермаркетов и супермаркетов.
- Suning — сеть магазинов бытовой техники и электроники.
- Intime — сеть универмагов.
- Red Star Macalline Group — сеть магазинов мебели и товаров для дома.

Розничная торговля в других странах
- AliExpress.com — интернет-магазин, продающий товары в розницу и мелким оптом. Информация о товарах автоматически переводится на разные языки. Особенность сервиса в том, что продавец получает деньги только после доставки товара.
- Lazada Group — торговая платформа, работающая в Индонезии, Малайзии, Филиппинах, Сингапуре, Таиланде и Вьетнаме.
- Trendyol — торговая платформа в Турции.
- Daraz[англ.] — торговая платформа, работающая в Пакистане, Бангладеш, Мьянме, Непале и Шри-Ланке.
- Choice — торговая платформа в Южной Корее.

Оптовая торговля в КНР
- 1688.com — онлайн площадка для оптовой торговли.
- Lingshoutong — онлайн площадка для оптовой торговли и доставки скоропортящихся товаров.

Международная оптовая торговля
- Alibaba.com (Alibaba China, Alibaba International) — торговая площадка для организаций (B2B), к её услугам прибегают покупатели в 190 странах.

Логистика
- Cainiao — китайская логистическая компания, доля Alibaba Group 63 %, на неё приходится около 4 % выручки группы[49].
- STO Express — китайская логистическая компания.
- Fengniao Logistics — китайская логистическая компания[50].
- CC Fresh — китайский оператор холодных складов и рефрижераторных перевозок[51].
- YTO Express — китайская логистическая компания.

Потребительские услуги
- Ele.me — онлайн-сервис по доставке еды.
- Koubei — портал с информацией о ресторанах.

Облачные технологии
- Cloud Intelligence Group — облачные услуги.
- Alibaba Cloud Computing — сервис облачных вычислений для онлайн-бизнеса.

Масс-медиа и развлечения
- Alibaba Pictures (Alibaba Pictures Group) — китайская кинокомпания (51 %).
- Youku — третья крупнейшая в КНР онлайн видео-платформа.
- AliMusic[англ.] — крупнейшая в КНР музыкальная онлайн-платформа.
- Damai — продажа билетов онлайн (куплена в 2017 году)[52].
- UC Browser — браузер для мобильных устройств.
- Amap — электронные карты и информация о ситуации на дорогах.
- DingTalk — платформа для организации конференц-связи.
- Juhuasuan — платформа для продажи товаров со скидкой.
- Tmall Genie — интерактивная акустическая система.
- South China Morning Post — гонконгская ежедневная газета и связанный с ней сайт.

Туризм
- Fliggy — онлайн-платформа туристических услуг.

Финансовые услуги
- Ant Financial[англ.] — финансовая компания, включающая Alipay, платформу для электронных платежей онлайн (30 %).
- MyBank — онлайн-банкинг.

Информационные услуги
- Tongyi Quianwen — чат-бот с искусственным интеллектом.
- Quark — веб-браузер и платформа информационных сервисов на базе ИИ[53].

Производство
- Xunxi Digital Technology Company — управление производством и логистикой для МСП[54]
- Также Alibaba Group производит логистических роботов[55].

## Деятельность
Торговые площадки Taobao.com и Tmall, работающие в КНР, дают около 2/3 выручки компании. Помимо этого, Alibaba Group принадлежит платформа электронной коммерции Lazada, работающая в Индонезии, Малайзии, Филиппинах, Сингапуре, Таиланде и Вьетнаме; в 2019 году были куплены турецкая платформа Trendyol и платформа Daraz, работающая в Пакистане и Бангладеш; эти платформы дают около 5 % выручки. В сумме с оптовыми международными торговыми площадками (Alibaba.com, 1688.com) и логистическими услугами электронная коммерция даёт 86 % выручки.
Другими источниками дохода являются облачные вычисления (7 % выручки, третья крупнейшая в мире и крупнейшая в Азиатско-Тихоокеанском регионе инфраструктура), массмедийные и развлекательные активы (6 %), инвестиции в инновационные технологии и другие активы (1 %).
За финансовый год, закончившийся 31 марта 2019 года, потребителями услуг компании стали 654 млн клиентов, общая сумма сделок на площадках компании в КНР составила 5,727 трлн юаней (853 млрд $), из них на Taobao.com — 3,115 трлн юаней, на Tmall — 2,612 трлн юаней; 70 % платежей по этим сделкам прошли через собственную электронную платёжную систему Alipay. Помимо общей платёжной системы в дочерних структурах группы используется единое программное обеспечение, а также отсортированные по регионам и отраслям базы данных товаров и предприятий.
В IV квартале финансового года, завершавшегося весной 2024 года, Alibaba отчиталась о снижении чистой прибыли на 86 % при увеличении выручки на 7 %. Такое падение связано с убытками от инвестиций в публичные компании. В целом за 2023/24 финансовый год выручка составила 941,2 млрд юаней ($130 млрд) из них на Taobao and Tmall Group пришлось 435 млрд юаней, на Cloud Intelligence Group — 106 млрд юаней, на Alibaba International Digital Commerce Group — 103 млрд юаней, на Cainiao Smart Logistics Network — 99 млрд юаней, на активы в сфере масс-медиа и индустрии развлечений — 21 млрд юаней.
|                     | 2011  | 2012  | 2013  | 2014  | 2015  | 2016  | 2017  | 2018  | 2019  | 2020  | 2021  | 2022  | 2023  | 2024  |
| ------------------- | ----- | ----- | ----- | ----- | ----- | ----- | ----- | ----- | ----- | ----- | ----- | ----- | ----- | ----- |
| Оборот              | 11,90 | 20,03 | 34,52 | 52,50 | 76,20 | 101,1 | 158,3 | 250,3 | 376,8 | 509,7 | 717,3 | 853,1 | 868,7 | 941,2 |
| Чистая прибыль      | 1,608 | 4,665 | 8,649 | 23,40 | 24,32 | 71,29 | 41,23 | 61,41 | 80,23 | 149,3 | 150,3 | 61,96 | 72,51 | 79,74 |
| Активы              | 37,83 | 47,21 | 63,79 | 111,5 | 255,4 | 364,2 | 506,8 | 717,1 | 965,1 | 1313  | 1690  | 1696  | 1753  | 1765  |
| Собственный капитал | 28,40 | 34,38 | 0,513 | 30,42 | 157,4 | 249,5 | 321,1 | 436,4 | 608,6 | 755,4 | 937,5 | 948,5 | 989,7 | 986,5 |

Примечание. Значения указаны на 31 марта, когда компания заканчивает свой финансовый год.

## Собственники и руководство
Акции Alibaba Group котируются на Нью-Йоркской фондовой бирже, в конце 2019 года был возобновлён их листинг на Гонконгской фондовой бирже. Общая рыночная стоимость акций (рыночная капитализация) на начало 2020 года превысила 600 млрд долларов. Крупнейшим акционером является японская компания SoftBank (25,9 % на середину 2019 года).
Крупнейшие акционеры:
- SoftBank — японская инвестиционная компания, вложившая в Alibaba в 2000 году 20 млн $; в 2016 и 2019 годах продала часть своего пакета акций, стоимость которого к этому времени превысила 100 млрд $ (25,9 %)[60].
- Джозеф Цай (Joseph Tsai) — сооснователь компании; тайваньско-канадский бизнесмен, его состояние Forbes оценивает в 12,1 млрд долларов (11,9 %).
- Altaba[англ.] — компания просуществовала с 2017 по 2019 год и владела долями в Alibaba Group (11,13 %) и в Yahoo! Japan, которые ранее принадлежали Yahoo! Inc.; доли были проданы, а компания прекратила существование в октябре 2019 года.
- остальные акции находятся у различных инвестиционных фондов, таких как BlackRock (3 %), Price T. Rowe Associates, Inc. (2,68 %), The Vanguard Group, Inc. (1,89 %), Baillie Gifford & Co (1,86 %), State Street Global Advisors (1,12 %), HSBC Global Asset Management (UK) Ltd (1,03 %), Capital Research & Management Co (1,02 %), Temasek Holdings (0,98 %), Invesco (0,95 %).

Руководство:
- Джек Ма (Jack Yun Ma) — основатель, до 2013 года был председателем и главным исполнительным директором, до сентября 2020 — председателем совета директоров; также член совета директоров SoftBank, член совета попечителей Всемирного экономического форума, председатель торговой палаты провинции Чжэцзян и Клуба предпринимателей Китая.
- У Юнмин (Yongming Wu) — генеральный директор (CEO) с сентября 2023 года, один из сооснователей компании[61].
- Джозеф Цай (Joseph C. Tsai) — сооснователь и председатель совета директоров, до 2013 года был главным финансовым директором; до 1999 года работал в гонконгской инвестиционной компании Investor AB (принадлежащей шведской семье Валленберг).
- Майкл Эванс (J. Michael Evans) — президент с августа 2015 года, член совета директоров с 2014 года; до этого работал в The Goldman Sachs Group, в частности с 2008 года был вице-председателем.

## Штаб-квартира
Штаб-квартира находится в Ханчжоу, в комплексе площадью 260 тысяч м², строительство которого было завершено в 2013 году (969 West Wen Yi Road, Yu Hang District, Hangzhou 311121, People’s Republic of China). Формальная штаб-квартира находится в Гонконге (Alibaba Group Services Limited, 26/F Tower One, Times Square, 1 Matheson Street, Causeway Bay, Hong Kong), юридический адрес на островах Кайман Trident Trust Company (Cayman) Limited, Fourth Floor, One Capital Place, P.O. Box 847, George Town, Grand Cayman, Cayman Islands. Представительство в США находится в Нью-Йорке (1180 Avenue of the Americas, Suite 210, New York, New York 10036).